# Skála Kalliráchis
Skála Kalliráchis (Skala Kallirachis) är en ort i Grekland.   Den ligger i regionen Östra Makedonien och Thrakien, i den nordöstra delen av landet, 300 km norr om huvudstaden Aten. Skála Kalliráchis ligger 4 meter över havet och antalet invånare är 566. Den ligger på ön Thassos.
Terrängen runt Skála Kalliráchis är huvudsakligen kuperad, men norrut är den platt. Havet är nära Skála Kalliráchis åt nordväst. Runt Skála Kalliráchis är det ganska glesbefolkat, med 34 invånare per kvadratkilometer. Närmaste större samhälle är Limenária, 9,5 km söder om Skála Kalliráchis. 